# Resolució 1288 del Consell de Seguretat de les Nacions Unides
La Resolució 1288 del Consell de Seguretat de les Nacions Unides fou adoptada per unanimitat el 31 de gener de 2000. Després de recordar anteriors resolucions sobre Israel i el Líban incloses les resolucions 426 (1978), 425 (1978), 501 (1982), 508 (1982), 509 (1982) i 520 (1982), així com estudiar l'informe del Secretari General sobre la Força Provisional de les Nacions Unides al Líban (UNIFIL), el Consell va decidir prorrogar el mandat de la UNIFIL per un període de sis mesos fins al 30 de juliol de 2000.
El Consell llavors va reemfatitzar el mandat de la Força i va demanar al secretari general que mantingués negociacions amb el govern del Líban i altres parts implicades en l'aplicació de les resolucions 425 (1978) i 426 (1978) i que informés al respecte.
Va ser condemnada tota la violència contra la UNIFIL, instant a les parts a posar fi als atacs contra la Força. El secretari general Kofi Annan ha informat d'una reducció dels combats entre les Forces de Defensa d'Israel, Exèrcit del Sud del Líban i Hesbol·là al Sud del Líban. En un important desenvolupament polític, s'havien iniciat converses entre Israel i Síria sota els auspicis dels Estats Units. Es van estimular més estalvis d'eficiència sempre que no afectessin la capacitat operativa de l'operació.